# Balboa (Panama)
Balboa è un distretto della città di Panama, situata sull'entrata del Pacifico del canale di Panama.

## Storia

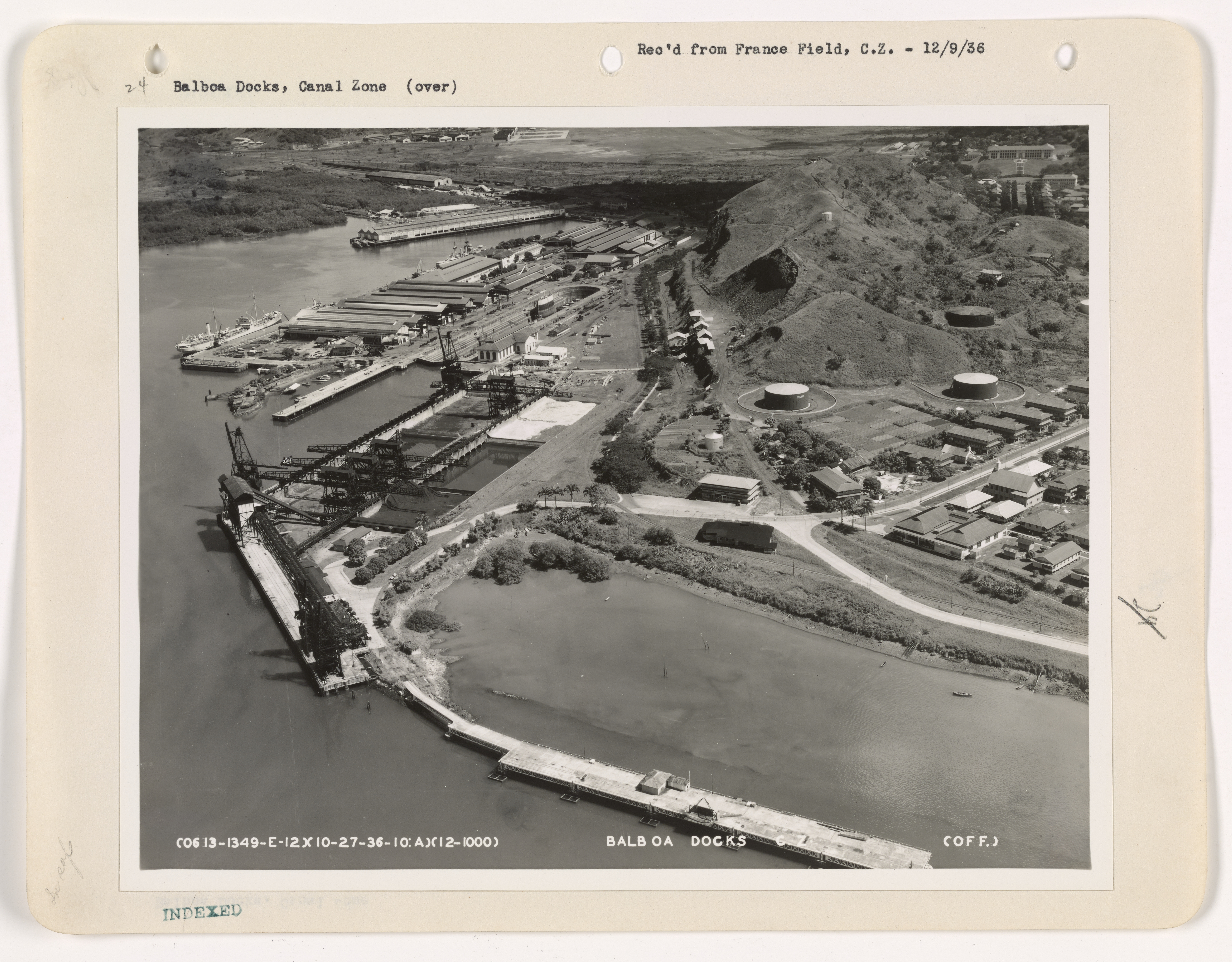
Un'immagine del territorio statunitense negli anni '40

Balboa fu fondata dagli Stati Uniti nel 1903 durante la costruzione del canale di Panama e deve il nome a Vasco Núñez de Balboa, conquistadores spagnolo. Il nome fu suggerito alle autorità della zona del canale dall'ambasciatore peruviano in Panamà. 
Balboa fu utilizzata, come altre località nella zona del canale, per l'ubicazione di scuole, uffici postali, uffici di polizia, bar e locali di ricreazione e perfino uno yacht club soprattutto per le esigenze dei membri dell'amministrazione della zona del canale e dei loro familiari.
Fino al 1979 Balboa fu il centro amministrativo della Zona del Canale di Panama, un territorio statunitense, per poi essere annesso come distretto alla città di Panama.